# Jörg Weitnauer
Jörg Weitnauer (14 de febrero de 1955) es un deportista suizo que compitió en remo. Ganó cuatro medallas en el Campeonato Mundial de Remo entre los años 1978 y 1985.

## Palmarés internacional
| Campeonato Mundial | Campeonato Mundial        | Campeonato Mundial | Campeonato Mundial |
| Año                | Lugar                     | Medalla            | Prueba             |
| ------------------ | ------------------------- | ------------------ | ------------------ |
| 1978               | Cambridge (Nueva Zelanda) | Medalla de bronce  | Doble scull        |
| 1981               | Múnich (RFA)              | Medalla de plata   | Cuatro sin timonel |
| 1982               | Lucerna (Suiza)           | Medalla de oro     | Cuatro sin timonel |
| 1985               | Malinas (Bélgica)         | Medalla de bronce  | Doble scull        |